# NGC 4760
NGC 4760 ist eine 11,6 mag helle Elliptische Galaxie vom Hubble-Typ E1 im Sternbild der Jungfrau an der Ekliptik. Sie ist schätzungsweise 208 Millionen Lichtjahre von der Milchstraße entfernt und hat einen Durchmesser von etwa 125.000 Lichtjahren. Die Galaxie ist das hellste Mitglied der NGC 4760-Gruppe (LGG 312).

Im selben Himmelsareal befinden sich u. a. die Galaxien NGC 4742, NGC 4757, NGC 4766, NGC 4781.
Das Objekt wurde am 30. März 1876 von Friedrich August Theodor Winnecke entdeckt.

## NGC 4760-Gruppe (LGG 312)
| Galaxie   | Alternativname | Entfernung / Mio. Lj |
| --------- | -------------- | -------------------- |
| NGC 4716  | PGC 43464      | 195                  |
| NGC 4717  | PGC 43467      | 204                  |
| NGC 4760  | PGC 43763      | 203                  |
| PGC 43363 | MCG-01-33-017  | 204                  |